# Dedoplisckaro (gmina)
Gmina Dedoplisckaro (gruz. დედოფლისწყაროს მუნიციპალიტეტი) – jednostka administracyjna należąca do Kachetii w Gruzji. Siedzibą gminy jest miasto Dedoplisckaro. 

## Położenie
Gmina położona jest w południowo-wschodniej części Kachetii, a jednocześnie we wschodniej części Gruzji. 

## Ludność
Na podstawie danych statystycznych z 2024 roku gminę Dedoplisckaro zamieszkiwało 20 100 osób. 